# Piero Panciarelli
Pietro Panciarelli, detto Piero (Torino, 29 agosto 1955 – Genova, 28 marzo 1980) è stato un brigatista italiano, esponente delle Brigate Rosse.
Militante nella Colonna di Torino delle Brigate Rosse, partecipò a numerosi ferimenti ed omicidi, entrando in clandestinità con il nome di battaglia "Pasquale" alla metà del 1978. Venne ucciso dai Carabinieri insieme ad altri tre brigatisti nel corso dell'irruzione nell'appartamento di via Fracchia 12 a Genova il 28 marzo 1980.

## Biografia
Aveva lavorato come operaio alla Lancia di Chivasso. Si avvicinò, come altri estremisti di sinistra, al terrorismo nella metà degli anni settanta entrando a far parte delle Brigate Rosse, in fase di riorganizzazione sotto la direzione dei nuovi dirigenti del Comitato Esecutivo con l'apporto di militanti di estrazione principalmente operaia. Panciarelli, uno dei brigatisti più giovani del nuovo gruppo, venne inserito nella struttura di Torino in quel momento diretta da Raffaele Fiore, Rocco Micaletto e Cristoforo Piancone.
Panciarelli militò per la maggior parte della sua militanza brigatista, soprattutto nella colonna di Torino; Patrizio Peci era suo amico e nelle sue memorie egli lo descrive come un uomo simpatico, allegro, dalla robusta corporatura, determinato, amante della buona tavola e del vino; era soprannominato “Quartino” per via del tatuaggio sul braccio. Anche Anna Laura Braghetti lo ricorda nelle sue memorie, ne parla come di persona affabile e con una grande forza fisica. Nadia Ponti lo definisce "un ribelle indomito".
Piero Panciarelli prese parte con un ruolo attivo a numerosi fatti di sangue durante la sua militanza nelle Brigate Rosse; a Torino avrebbe partecipato in particolare all'omicidio di Carlo Casalegno dove ebbe un ruolo in appoggio a Raffaele Fiore. Ferì direttamente, sparando sulla vittima, i funzionari Fiat Vincenzo Camaiani e Sergio Palmieri, soprattutto avrebbe partecipato alla tragica uccisione degli agenti di polizia, Salvatore Lanza e Salvatore Porceddu il 15 dicembre 1978 dove sparò con un fucile a pompa calibro 12.
Entrato in clandestinità il 9 maggio 1978 quando venne identificato come terrorista insieme alla compagna Renata Micheletto, Panciarelli sfuggì alla cattura a Torino il 20 gennaio 1979 quando, insieme a Vincenzo Acella, venne sorpreso da una pattuglia di polizia mentre stava bruciando vecchi volantini delle Brigate Rosse; ne seguì un conflitto a fuoco con il ferimento dei due agenti, i brigatisti riuscirono a fuggire.
Per ragioni di sicurezza, Piero Panciarelli, essendo ormai stato individuato a Torino, si trasferì a Genova per concorrere all'attività di lotta armata svolta in questa città dalla forte e compartimentata colonna brigatista locale. Nella città ligure venne considerato dalla magistratura genovese tra i responsabili dell'agguato a Sampierdarena, il 21 novembre 1979, in cui vennero assassinati i carabinieri Vittorio Battaglini e Mario Tosa. Panciarelli in due occasioni si trasferì anche a Roma dove prese parte il 27 febbraio 1980 alla rapina effettuata dalla Brigate Rosse al Ministero dei Trasporti.
Non aveva ancora compiuto 25 anni il giorno della sua morte, avvenuta durante la cruenta irruzione di via Fracchia a Genova, il 28 marzo 1980, nella quale morirono i quattro brigatisti che si trovavano nell'abitazione: Annamaria Ludmann, la proprietaria dell'appartamento, Lorenzo Betassa, anche lui militante della colonna di Torino trasferitosi a Genova, Riccardo Dura, il dirigente più importante della colonna genovese, e Piero Panciarelli.
Panciarelli è sepolto nel Cimitero Parco di Torino.
Il suo nome di battaglia, all'interno dell'organizzazione, durante la permanenza a Torino era "Serafino", per poi diventare "Pasquale" dopo il trasferimento a Genova.